# 平衡木

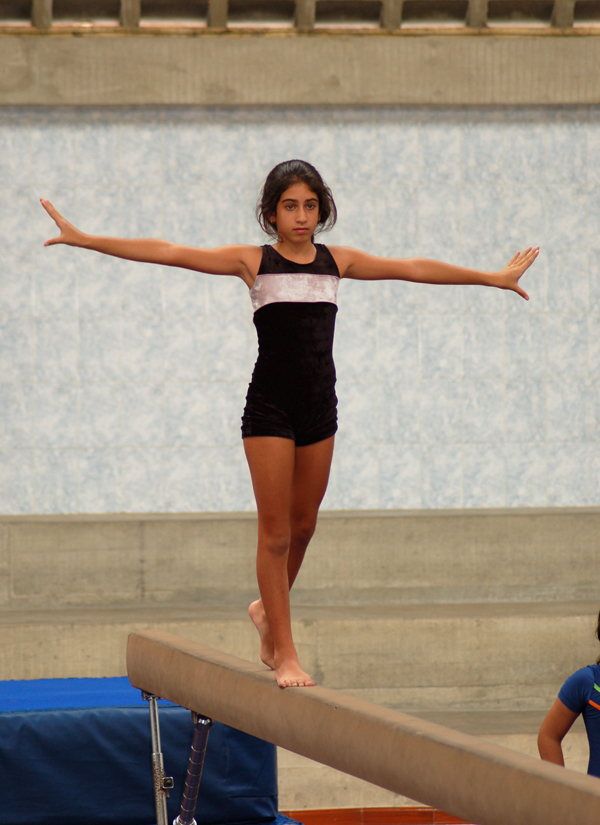
平衡木上的年輕體操運動員

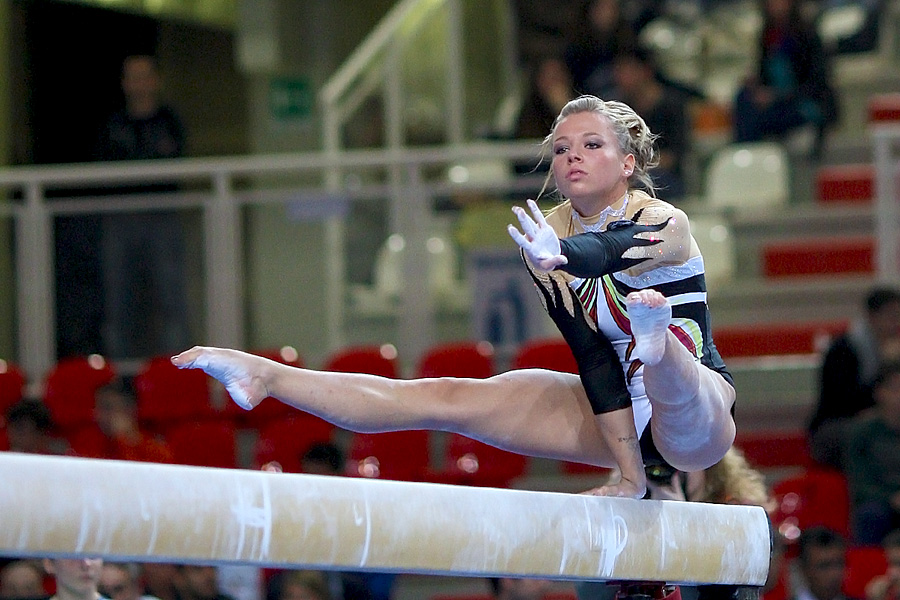
Dorina Böczögő, 2012.

平衡木是竞技体操项目之一。在大部分情况下，只有女子体操有这个项目。
在美国的一些高中，有一些男子运动员也参加女子体操的项目，包括平衡木。

## 器械要求
在国际大型体操比赛中使用的平衡木必须严格按照国际体操联合会的规定和要求制作。一些著名的制造平衡木的公司包括AAI（美国）、Jannsen and Fritsen（欧洲）和Acromat （澳大利亚）。 
平衡木高125厘米，长5米，宽10厘米。起初，平衡木的表面是光滑的油漆过的木头。自1980年代后，平衡木表面包裹皮革。现在，平衡木装有弹簧来缓解高难度的空翻和舞蹈技巧所产生的压力。
大部分体操学校购买符合国际体操联合会标准的平衡木，有一些使用表面包裹毛毯的平衡木作为练习用。在学习新的动作的时候，运动员通常使用高度离里面仅有几十厘米，而其他尺寸不变的平衡木，这样可以减少危险性。

## 动作要求

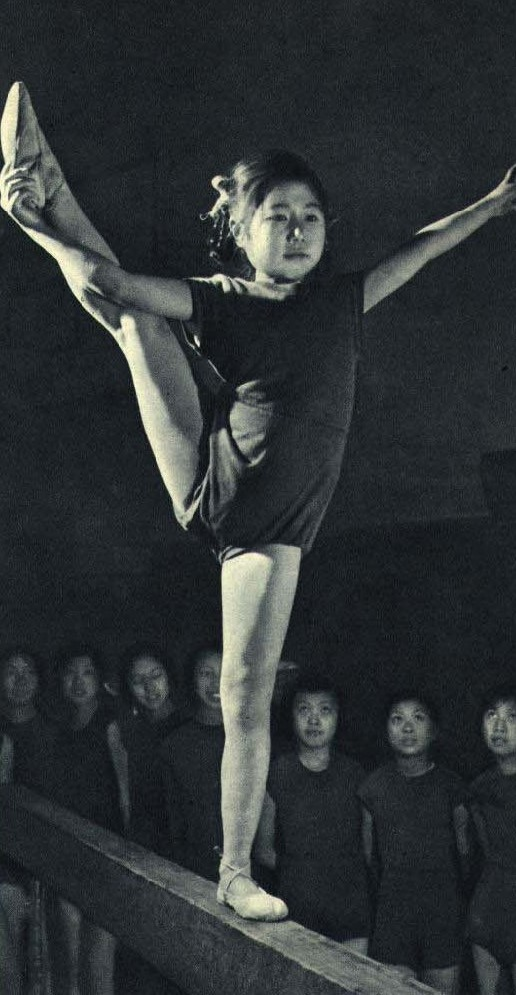
1962年 体操平衡木训练

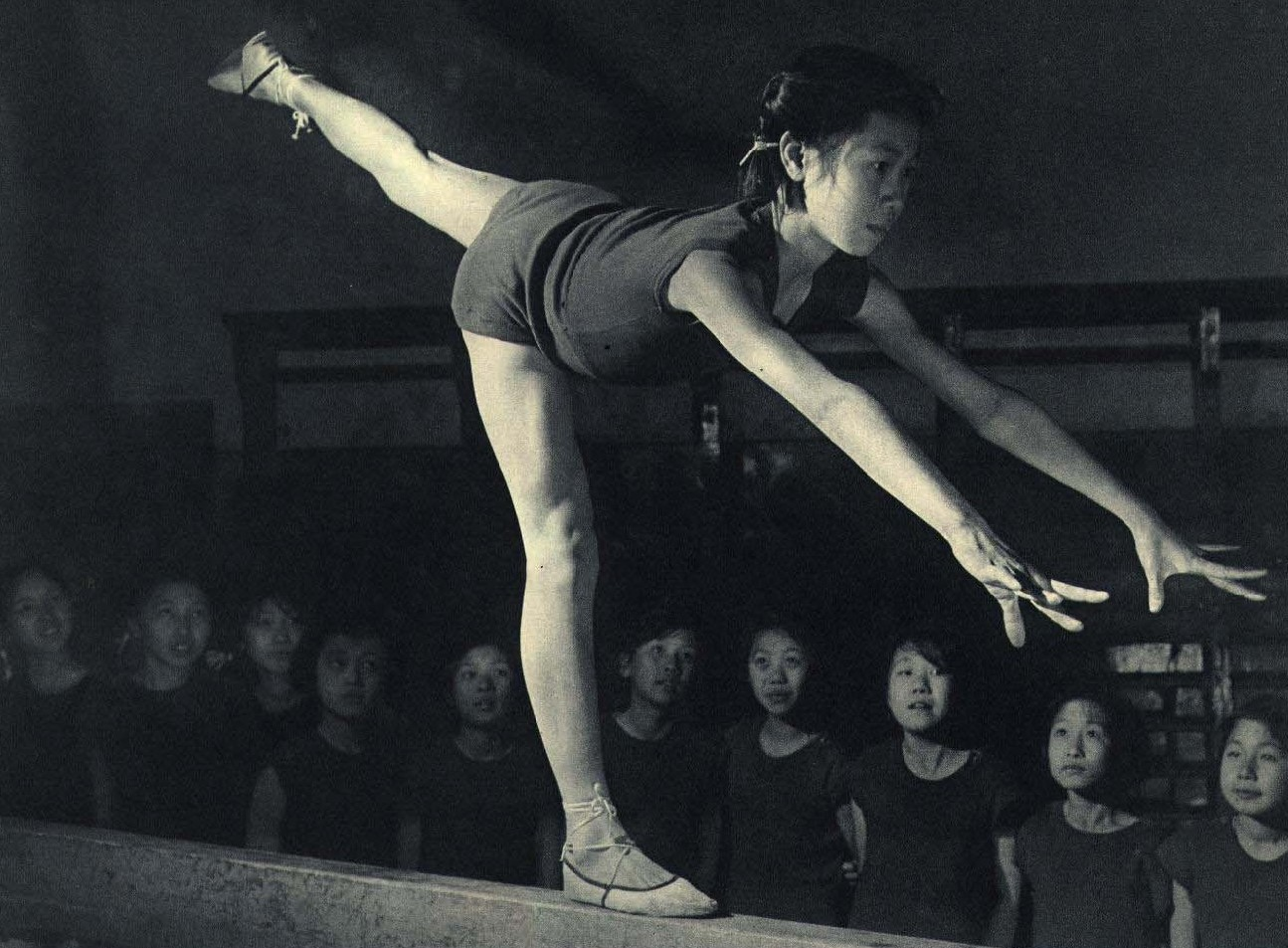
1962年 体操平衡木训练

在女子竞技体操发展早期，平衡木更多的是表现舞蹈而不是空翻。一套动作通常由跳跃、舞蹈造型、倒立、滚翻和走动组成。在1960年代，一般参加奥运会的体操运动员最难的动作是后手翻。
1970年代平衡木的动作难度开始有了显著增加。奥尔加·科布特（Olga Korbut）和纳迪娅·科马内奇在平衡木上引入了空翻动作。其他运动员纷纷效仿。这个技术的革新也促进了平衡木从直接的木头表面转为更安全的，不光滑的皮革覆盖的表面。到了1980年代中期，顶尖体操运动员的动作套路都包括了空翻的动作。
现在，平衡木动作仍然由技巧动作，舞蹈元素，跳跃和静止组成，但是难度大大增加了。
通常一套平衡木动作都教练和运动员编排而成。在编排上没有什么特别的限制，但是运动员必须完成一些规定动作。这些动作包括360度转体，一个分腿180度跳，向前和向后移动等。运动员还必须完成一个“飞行组合”（两个或更多连续的技巧动作的组合）和“综合组合”（两个或更多连续的舞蹈动作和技巧动作的组合）。
体操运动员必须独立上木或者下木，不能由教练和其他人帮助。上木和下木的动作可以自由选择。下木必须是D级以上的难度动作。体操运动员可以光脚或穿特殊的平衡木鞋。她也可以在手和脚上抹上镁粉来增加摩擦力。
当比赛开始后，运动员的教练不可以保护或用任何方式影响运动员。唯一的例外是如果上木动作需要助跳板的时候，允许有人陪同运动员上比赛台。在这种情况下，教练或者队友需要快步进入比赛区域将助跳板取出比赛区域。这样可以防止运动员在不小心掉下器械的时候受伤。
当运动员掉下器械的时候，她有10秒钟的时间重新上木继续比赛。如果她没有在规定时间回到器械上面，她将被取消比赛资格。
根据国际体操联合会的规则，一套平衡木的时间限制是1分钟30秒。时间显示在积分牌上，运动员和裁判都可以看见。在比赛的时候，时间到了1分钟20秒的时候会有一个铃声作为提示。如果运动员没有在1分钟30秒之前结束比赛，另一个铃声会响起，这套动作将被扣分。
1952年被列为奥运会比赛项目。

## 计分规则
很多因素决定了运动员最后的成绩。裁判裁定动作中是否包含了所有的规定要求，动作难度等。在平衡木上所有的失误都将扣分，如为了保持平衡而增加的摇晃，动作完成质量差等。
运动员如果成功完成了难度很大的技巧动作和上下木动作都将获得加分。他们也可以通过连接一些难度较小的动作来获得难度加分。

## 历届奥运会平衡木金牌获得者
- 1952年 尼娜·博恰罗娃 （苏联）
- 1956年 阿格尼斯·凯莱蒂 （匈牙利）
- 1960年 伊娃·维奇托娃·伯莎科娃 （捷克）
- 1964年 薇拉·恰斯拉夫斯卡 （捷克）
- 1968年 娜塔利娅·库钦斯卡娅 （苏联）
- 1972年 奥尔加·科布特 （苏联）
- 1976年 纳迪娅·科马内奇 （罗马尼亚）
- 1980年 纳迪娅·科马内奇 （罗马尼亚）
- 1984年 埃卡特琳娜·萨博 （罗马尼亚） 和 西蒙·帕卡 （罗马尼亚）
- 1988年 達妮艾拉·西莉華絲 （罗马尼亚）
- 1992年 塔蒂阿娜·利森科 （独联体）
- 1996年 夏伦·米勒 （美国）
- 2000年 劉璇 （中华人民共和国）
- 2004年 卡塔琳娜·波诺尔 （罗马尼亚）
- 2008年：肖恩·約翰遜 （美國）
- 2012年：邓琳琳 （中华人民共和国）
- 2016年：桑内·韦弗斯 （荷蘭）
- 2021年：管晨辰 （中华人民共和国）